# Teilhol

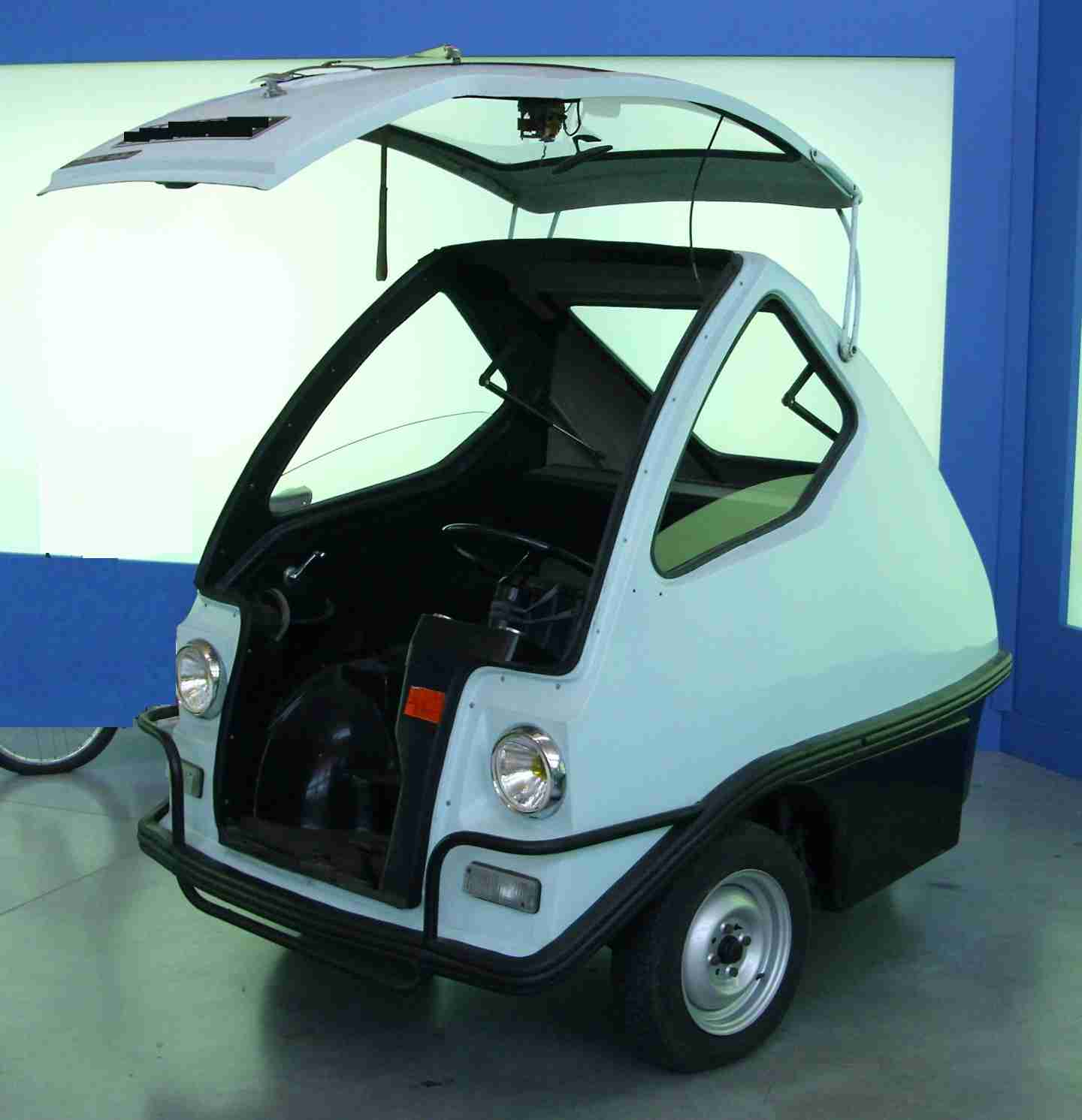
Teilhol Citadine

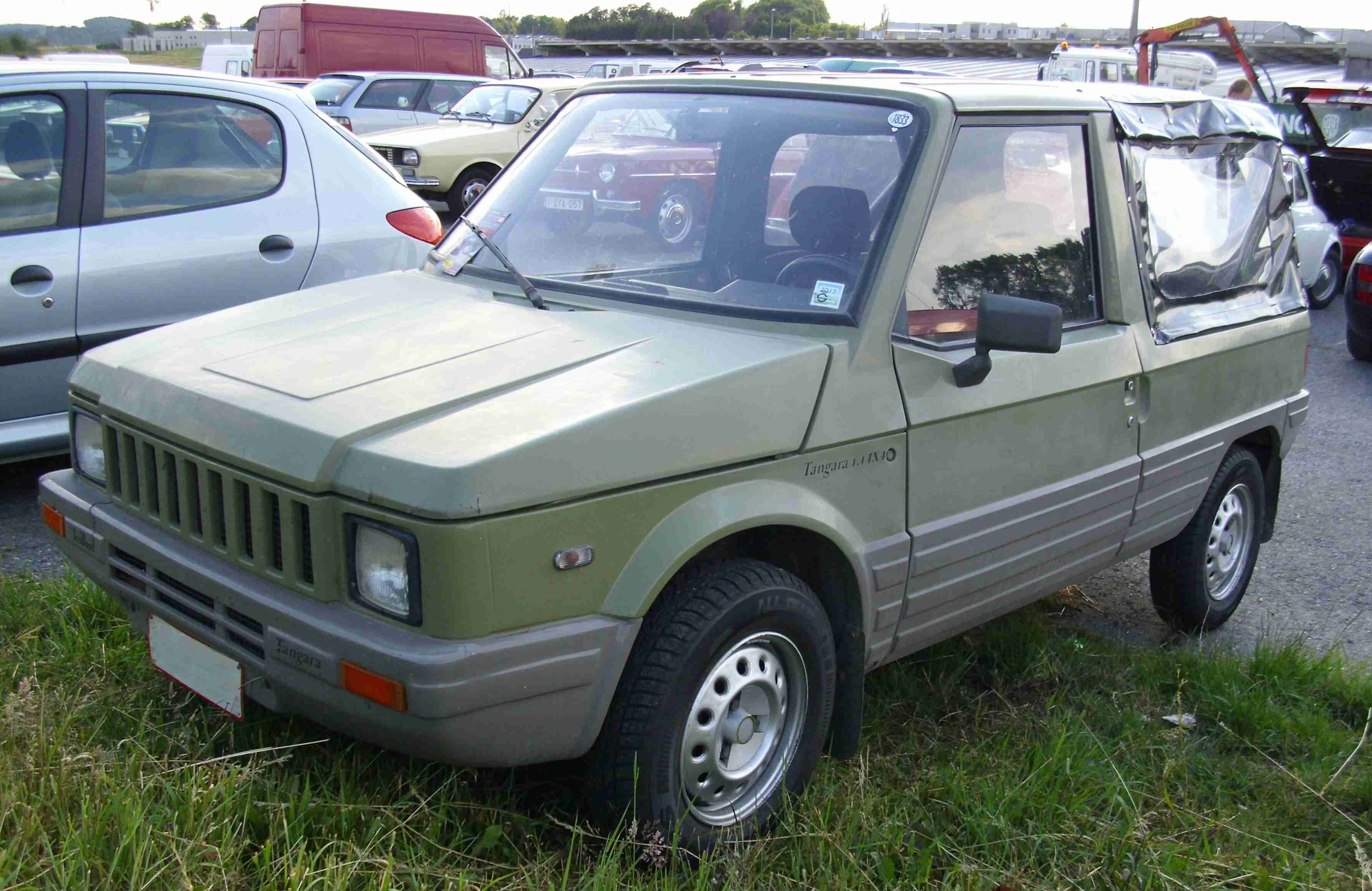
Teilhol Tangara

Teilhol war ein französischer Hersteller von Automobilen.

## Unternehmensgeschichte
Raoul Teilhol gründete 1958 das Unternehmen zur Produktion von Automobilen für andere Hersteller. Zwischen 1970 und 1972 lautete die Firma Les Ateliers de Construction du Libradois et les Établissements Teilhol mit Sitz in Arlanc. 1972 erfolgte eine Umfirmierung in Teilhol Voiture Électrique (Société Établissements Teilhol) mit Sitz in Ambert. Erst ab 1972 wurden Fahrzeuge als Teilhol vermarktet. Ab 1981 war Teilhol SA in Courpière ansässig. 1990 endete die Produktion, als das Unternehmen in Liquidation ging. Automobiles Page Penouty von 1990 bis 1992 sowie Centuri Automobiles von 1992 bis 1993 aus Courpière versuchten sich als Nachfolgeunternehmen.

## Fahrzeuge
Teilhol produzierte für Renault den Rodéo. Ab 1972 entstanden Kleinstwagen wie der Citadine, die aufgrund des geringen Hubraums in Frankreich ohne Führerschein benutzt werden durften. 1987 erschien als erstes größeres Modell der Teilhol Tangara, ein Freizeitfahrzeug auf Basis des Citroën 2CV. Für den Antrieb sorgte der Zweizylinder-Boxermotor mit 602 cm³ Hubraum. Wahlweise war ein Motor mit 1124 cm³ Hubraum lieferbar. Vom Tangara leitete Teilhol 1988 schließlich das höherwertige, auf dem Citroën AX aufbauende Modell Théva ab.